# 2008年夏季殘疾人奧林匹克運動會阿拉伯聯合酋長國代表團
2008年夏季殘疾人奧林匹克運動會阿聯酋代表團於2008年9月6日至17日參加在中國北京舉行的第13屆殘疾人奧運會。
阿聯酋在本屆殘奧會將派出8名運動員出戰包括田徑、舉重、射擊等合共三個項目。

## 獎牌榜
| 奖牌 | 运动员                 | 项目 | 赛事         |
| ---- | ---------------------- | ---- | ------------ |
| 銀牌 | 穆罕默德·哈米斯·哈拉夫 | 舉重 | 男子90公斤级 |

## 參賽項目
田徑、舉重、射擊